# 니코 포티어스
니코 포티어스(영어: Nico Porteous, 2001년 11월 23일~)는 뉴질랜드의 프리스타일 스키 선수로 주 종목은 하프파이프이다. 2018년 동계 올림픽에서 프리스타일 스키 남자 하프파이프 동메달을 획득했으며, 2022년 동계 올림픽에서 하프파이프 금메달을 획득하며 뉴질랜드 최초의 남자 동계 올림픽 금메달리스트가 되었다. 같은 대회에서 슬로프스타일 종목 금메달을 획득한 조이 새도스키시넛의 뒤를 이어 뉴질랜드 역사상 두번째 동계 올림픽 금메달리스트이기도 하다.